# Museo de Arte Africano (Belgrado)
El Museo de Arte Africano (en serbio, Музеј Афричке Уметности / Muzej Afričke Umetnosti) se encuentra en el barrio de Senjak en Belgrado, capital de Serbia. Fue fundado en 1977, y representa la única colección dedicada a las artes y culturas de África en el país. Una gran parte de la colección representa obras de África Occidental. La mayoría de las piezas proviene de la colección privada de un diplomático yugoslavo, Zdravko Pečar, y fueron reunidas durante su larga estancia como embajador en varios estados africanos. La colección fue donada en 1974 a la ciudad de Belgrado. La colección ha seguido creciendo hasta albergar cerca de 1.700 piezas.

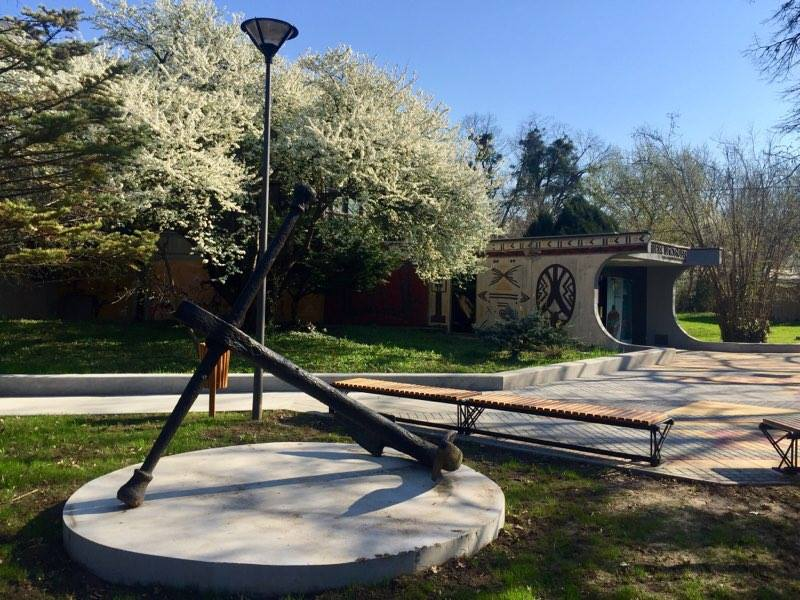